# Jacob Davich
Jacob Davich (Los Angeles, 28 agosto 1990) è un attore statunitense.

## Biografia
È noto per aver recitato nei panni di Leno/Meno ne Le avventure di Sharkboy e Lavagirl in 3-D e per vari ruoli in alcuni film cinema.

## Filmografia

### Cinema
- The Aviator, regia di Martin Scorsese (2004)
- Dick & Jane - Operazione furto (Fun with Dick and Jane), regia di Dean Parisot (2005)
- Le avventure di Sharkboy e Lavagirl in 3-D (The Adventures of Sharkboy and Lavagirl in 3-D), regia di Robert Rodriguez (2005)
- Mr. Woodcock, regia di Craig Gillespie (2007)

## Doppiatori italiani
Nelle versioni in italiano dei suoi lavori, Jacob Davich è stato doppiato da:
- Tommaso Gatto in Dick & Jane - Operazione furto[1]
- Furio Pergolani in The Aviator[2]